# Rostislav Pevtsov
Rostislav Pevtsov, né le 15 avril 1987 à Kharkiv, est un triathlète azerbaïdjanais d'origine ukrainienne.

## Palmarès
Le tableau présente les résultats les plus significatifs (podium) obtenus sur le circuit international de triathlon et d'aquathlon depuis 2009,.
| Année | Compétition                                      | Pays             | Position           | Temps           | Nationalité sportive |
| ----- | ------------------------------------------------ | ---------------- | ------------------ | --------------- | -------------------- |
| 2021  | Coupe d'Europe - l'étape sprint de Dnipro        | Ukraine          | Médaille d'or      | 0 h 51 min 20 s |                      |
| 2019  | Championnats du monde d'aquathlon                | Espagne          | Médaille d'or      | 0 h 26 min 52 s |                      |
| 2019  | Jeux mondiaux de plage - aquathlon               | Qatar            | Médaille de bronze | 0 h 26 min 43 s |                      |
| 2019  | Coupe d'Europe - l'étape sprint de Funchal       | Portugal         | Médaille d'or      | 0 h 52 min 0 s  |                      |
| 2018  | Coupe du monde - l'étape super-sprint de Chengdu | Chine            | Médaille d'or      | 0 h 28 min 18 s |                      |
| 2018  | Coupe d'Europe - l'étape sprint de Gran Canaria  | Espagne          | Médaille d'argent  | 0 h 56 min 12 s |                      |
| 2017  | Coupe du monde - l'étape sprint de Tongyeong     | Corée du Sud     | Médaille d'argent  | 0 h 52 min 2 s  |                      |
| 2017  | Coupe d'Asie - l'étape sprint de Hong Kong       | Hong Kong        | Médaille d'or      | 0 h 56 min 39 s |                      |
| 2017  | Coupe du monde - l'étape super-sprint de Chengdu | Chine            | Médaille d'argent  | 0 h 26 min 48 s |                      |
| 2017  | Coupe d'Afrique - l'étape sprint de Rabat        | Maroc            | Médaille d'or      | 0 h 57 min 28 s |                      |
| 2017  | Coupe d'Europe - l'étape de Gran Canaria         | Espagne          | Médaille d'or      | 1 h 50 min 42 s |                      |
| 2016  | Coupe d'Europe - l'étape d'Alanya                | Turquie          | Médaille d'or      | 1 h 47 min 45 s |                      |
| 2016  | Championnat d'Europe sprint                      | France           | Médaille d'argent  | 0 h 52 min 6 s  |                      |
| 2016  | Coupe du monde - l'étape de Chengdu              | Chine            | Médaille d'argent  | 1 h 49 min 29 s |                      |
| 2016  | Coupe du monde - l'étape de New Plymouth         | Nouvelle-Zélande | Médaille de bronze | 0 h 53 min 32 s |                      |
| 2015  | Jeux européens                                   | Azerbaïdjan      | Médaille de bronze | 1 h 49 min 4 s  |                      |
| 2015  | Coupe du monde - l'étape de Chengdu              | Chine            | Médaille d'argent  | 1 h 46 min 8 s  |                      |
| 2015  | Coupe d'Afrique - l'étape de Hurghada            | Égypte           | Médaille d'or      | 1 h 54 min 59 s |                      |
| 2014  | Coupe du monde - l'étape sprint de Tiszaújváros  | Hongrie          | Médaille d'argent  | 0 h 53 min 52 s |                      |
| 2009  | Championnats d'Europe en relais mixte            | Pays-Bas         | Médaille d'or      | 0 h 25 min 13 s |                      |